# Kathrin Zettel
Kathrin Zettel (5. kolovoza 1986.) umirovljena je austrijska alpska skijašica.

## Pobjede u Svjetskom kupu
7 veleslaloma i 2 slaloma:
| Datum               | Mjesto održavanja | Disciplina |
| ------------------- | ----------------- | ---------- |
| 25. studenog 2006.  | Aspen             | Veleslalom |
| 28. prosinca 2006.  | Semmering         | Veleslalom |
| 26. listopada 2008. | Sölden            | Veleslalom |
| 25. prosinca 2008.  | Semmering         | Veleslalom |
| 25. siječnja 2009.  | Cortina d'Ampezzo | Veleslalom |
| 6. ožujka 2009.     | Ofterschwang      | Veleslalom |
| 16. siječnja 2010.  | Maribor           | Veleslalom |
| 17. siječnja 2010.  | Maribor           | Slalom     |
| 25. studenog 2012.  | Aspen             | Slalom     |

## Vanjske poveznice
- www.kathrin-zettel.at Službene stranice (njem.)
- FIS-Ski.com  Arhivirana inačica izvorne stranice od 29. rujna 2007. (Wayback Machine) FIS rezultati - Kathrin Zettel (engl.)